# Nanoscience and Nanotechnology Letters
Nanoscience and Nanotechnology Letters is een internationaal, aan collegiale toetsing onderworpen wetenschappelijk tijdschrift op het gebied van de natuurkunde. De naam wordt in literatuurverwijzingen meestal afgekort tot Nanosci. Nanotechnol. Lett.
Het wordt uitgegeven door American Scientific Publishers en verschijnt 4 keer per jaar.
Het eerste nummer verscheen in 2009.